# Tourterelle rieuse
Streptopelia roseogrisea
Espèce
Synonymes
- Streptopelia risoria

Statut de conservation UICN

 LC  : Préoccupation mineure

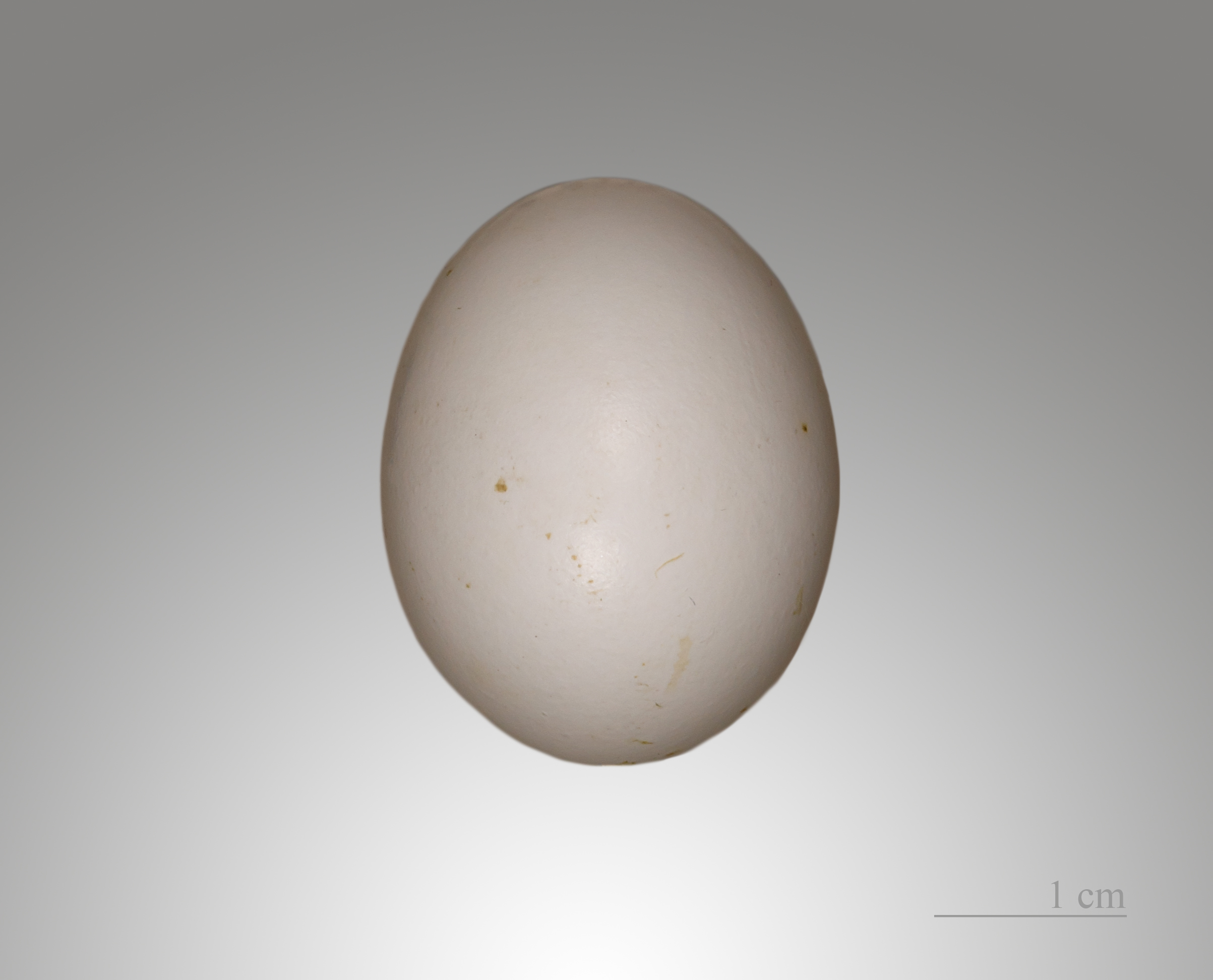
Œuf de Tourterelle rieuse – Muséum de Toulouse

La Tourterelle rieuse (Streptopelia roseogrisea), également appelée Tourterelle rose et grise, est une espèce d'oiseaux appartenant à la famille des Colombidés. Cette espèce sauvage originaire d'Afrique est très proche d'aspect de l'oiseau sauvage qu'on voit aujourd'hui en Europe qui est pourtant une espèce différente avec laquelle il ne faut pas la confondre, la Tourterelle turque (Streptopelia decaocto). Toutes deux sont ornées d'un collier noir sur la nuque, mais la Tourterelle rieuse est un peu plus petite et elle a un plumage plus clair, d'un beige sable. Cette tourterelle rieuse africaine est le principal ancêtre de la tourterelle domestique élevée en captivité depuis l'Antiquité.

## Classification de l'espèce et forme domestiquée
En 2008, le Code international de nomenclature zoologique (ICZN) a rejeté l'utilisation du synonyme junior Streptopelia roseogrisea (Sundevall, 1857) pour désigner cette espèce, et a maintenu et validé Streptopelia risoria (Linnaeus, 1758), une description antérieure de formes domestiquées. Toutefois, il n'existe pas de consensus, car la description originale de 1758 (sous le nom de Columba risoria) est compliquée par des références à des individus d'autres espèces du genre Streptopelia. Il existe donc plusieurs autorités taxinomiques qui désignent cette espèce sous le nom de Streptopelia roseogrisea (Congrès ornithologique international, HBW 4, Clements).
Pour compliquer la situation, la tourterelle domestique a elle-même été classée pendant un moment comme une espèce distincte sous le nom de Streptopelia risoria. Cette classification fait débat, même si la majorité des indices en font une forme domestiquée de la Tourterelle rieuse. Son statut d'espèce propre est donc douteux mais il est préférable de la considérer séparément de l'espèce dont elle descend, d'autant plus que ces tourterelles d'élevage sont la plupart du temps des hybrides.